# Caspar David Friedrich

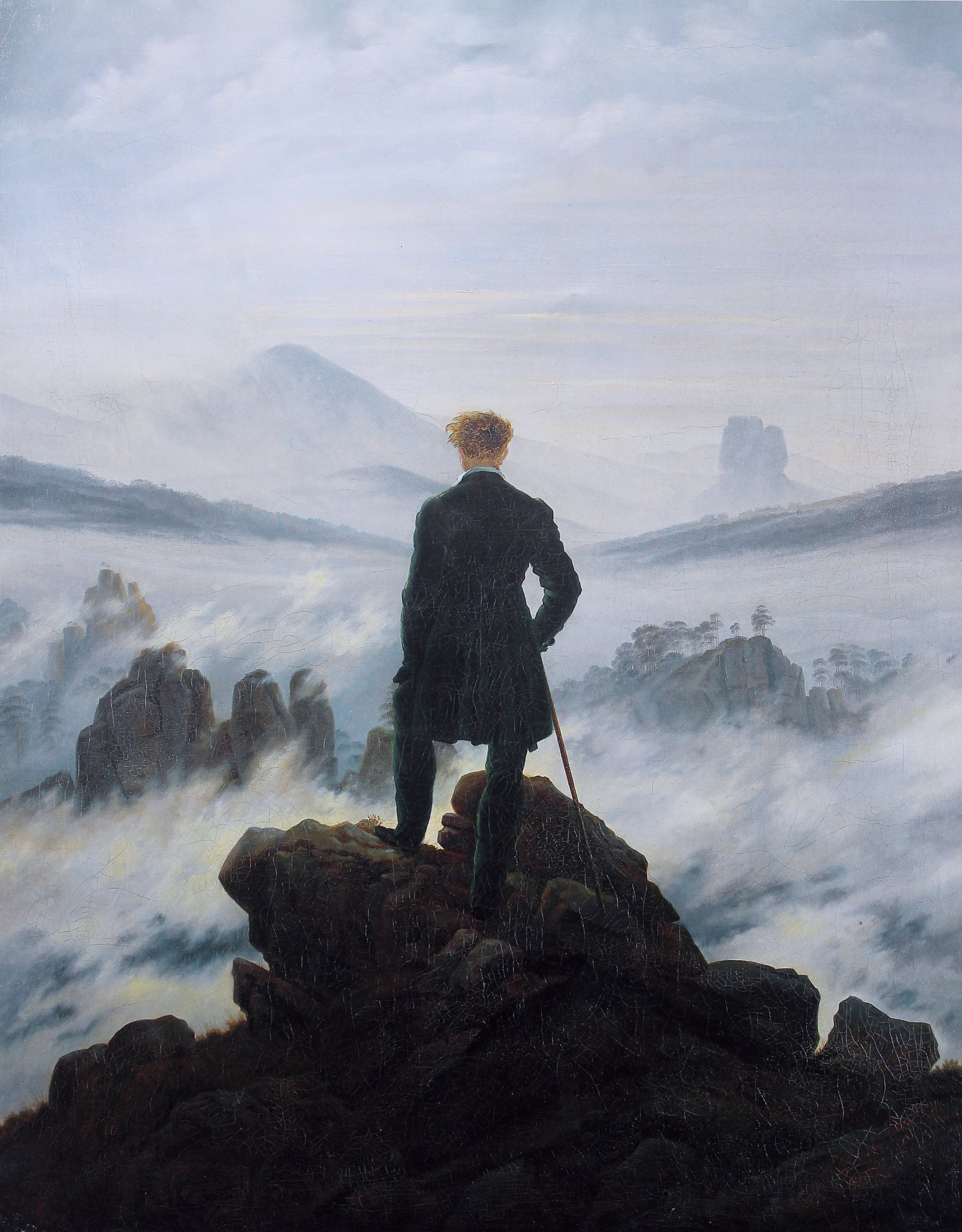
O viajante sobre o mar de névoa, 1818. Kunsthalle de Hamburgo

Caspar David Friedrich (Greifswald, 5 de setembro de 1774 – 7 de maio de 1840) foi um pintor de paisagens do romântico alemão, geralmente considerado o mais importante artista alemão da sua geração. É mais conhecido pelas suas paisagens alegóricas que, normalmente, apresentam figuras contemplativas recortadas contra o céu nocturno, névoas matinais, árvores estéreis ou ruínas góticas. O seu interesse principal era a contemplação da natureza, e o seu trabalho, muitas vezes simbólico e anticlássico, procurava transmitir uma resposta subjectiva e emocional ao mundo natural. As pinturas de Friedrich caracterizam-se por estabelecer uma presença humana numa perspectiva diminuída no meio de extensas paisagens, reduzindo as figuras a uma escala que, segundo o historiador da arte Christopher John Murray, direcciona "o olhar do observador para sua dimensão metafísica".
Friedrich nasceu na cidade de Greifswald, no Mar Báltico, no que era na época a Pomerânia sueca. Estudou em Copenhague até 1798, antes de se estabelecer em Dresden. Atingiu a maioridade num período em que, em toda a Europa, uma crescente desilusão com a sociedade materialista estava a dar origem a uma nova apreciação da espiritualidade. Esta mudança de ideais foi muitas vezes expressa através de uma reavaliação do mundo natural, à medida que artistas como Friedrich, William Turner e John Constable procuravam retratar a natureza como uma "criação divina, a ser colocada contra o artifício da civilização humana".
O trabalho de Friedrich trouxe-lhe renome no início da sua carreira. Contemporâneos como o escultor francês David d'Angers falaram dele como tendo descoberto "a tragédia da paisagem". Mesmo assim, o seu trabalho caiu em desuso durante os seus últimos anos e acabou por morrer na obscuridade. À medida que a Alemanha avançava para a modernização no final do século XIX, um novo sentido de urgência caracterizou a sua arte, e as representações contemplativas da quietude de Friedrich passaram a ser vistas como produtos de uma época passada.
O início do século XX trouxe uma renovada apreciação da sua arte, começando em 1906 com uma exposição de trinta e duas das suas pinturas em Berlim. A sua obra influenciou artistas expressionistas e posteriormente surrealistas e existencialistas. A ascensão do nazismo no início da década de 1930 viu um ressurgimento da popularidade de Friedrich, mas isto foi seguido por um declínio acentuado, uma vez que as suas pinturas foram, por associação com o movimento nazi, vistas como promotoras do nacionalismo alemão. No final da década de 1970, Friedrich recuperou a reputação de ícone do movimento romântico alemão e pintor de importância internacional.

## Biografia
Nascido na Alemanha, em Greifswald, que na época fazia parte da Suécia, foi educado dentro dos rigorosos preceitos luteranos de seu pai, Adolf Gottlieb, um comerciante bem sucedido. Perdeu sua mãe Sophie Dorothea Bechly aos sete anos, no nascimento de seu nono irmão, passando a ser criados por uma babá, a Mãe Heiden, que era calorosa com as crianças. Nos anos seguintes perdeu mais quatro irmãos, um deles, Johann Christoffer, tragicamente e diante de seus olhos, caindo dentro de um buraco na superfície congelada de um lago. Alguns relatos sugerem que o irmão estava na verdade tentando salvar o próprio Caspar David que também estaria em perigo. Tais factos marcaram sua vida e, somados à sua rígida educação religiosa, são uma das causas aventadas para a atmosfera melancólica de tantos de seus quadros, e contribuíram para que ele se tornasse conhecido como "mais um dos homens taciturnos do norte". Contudo, sua correspondência revela um humor fino e auto-ironia.

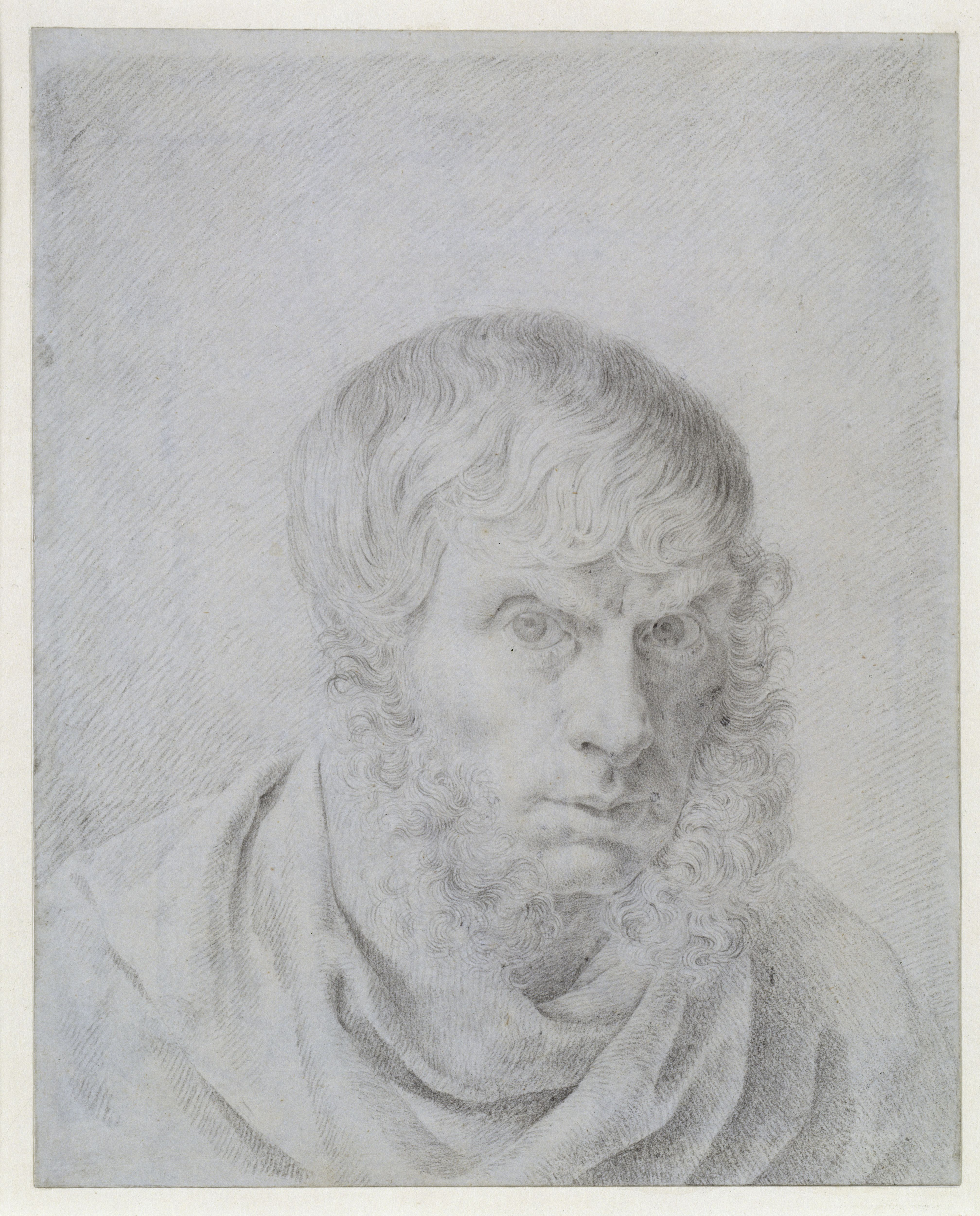
Auto-retrato, com 26 anos

Em 1790 teve as primeiras aulas de desenho com o mestre Johann Gottfried Quistorp na Universidade de Greifswald, e literatura e estética com o professor sueco Thomas Thorild, que lhe ensinou a diferença entre a apreciação das coisas com o olho espiritual e com o olho material. Em 1794 o pai inscreveu-o na prestigiosa Academia de Artes de Kopenhagen, estudando com mestres como Christian August Lorentzen e Jens Juel, que eram seguidores do movimento Sturm und Drang. Estudante talentoso, iniciou seu aprendizado acadêmico com a cópia de moldes em gesso de estatuária clássica, antes de estudar do natural. Ele tinha ainda um grande interesse no paisagismo flamengo do século XVII.
Quatro anos depois, a família mudou-se para Dresden, capital da literatura romântica alemã. Friedrich ganhava então a vida desenhando folhetos. Conheceu Phillip Otto Runge e foi com ele percorrer os Alpes. Quando voltaram, Runge o apresentou aos artistas românticos Johann Christian Dahl, Carl Gustav Carus, Novalis e Georg Friedrich Kersting. Também conheceu Goethe, através de quem pôde expor seus quadros na cidade de Weimar, onde ganhou seu primeiro prêmio em 1805. Dresden ofereceu-lhe paisagens inspiradoras, e por ser próxima a Berlim fazia-se um dos mais importantes pólos artísticos da Alemanha. 

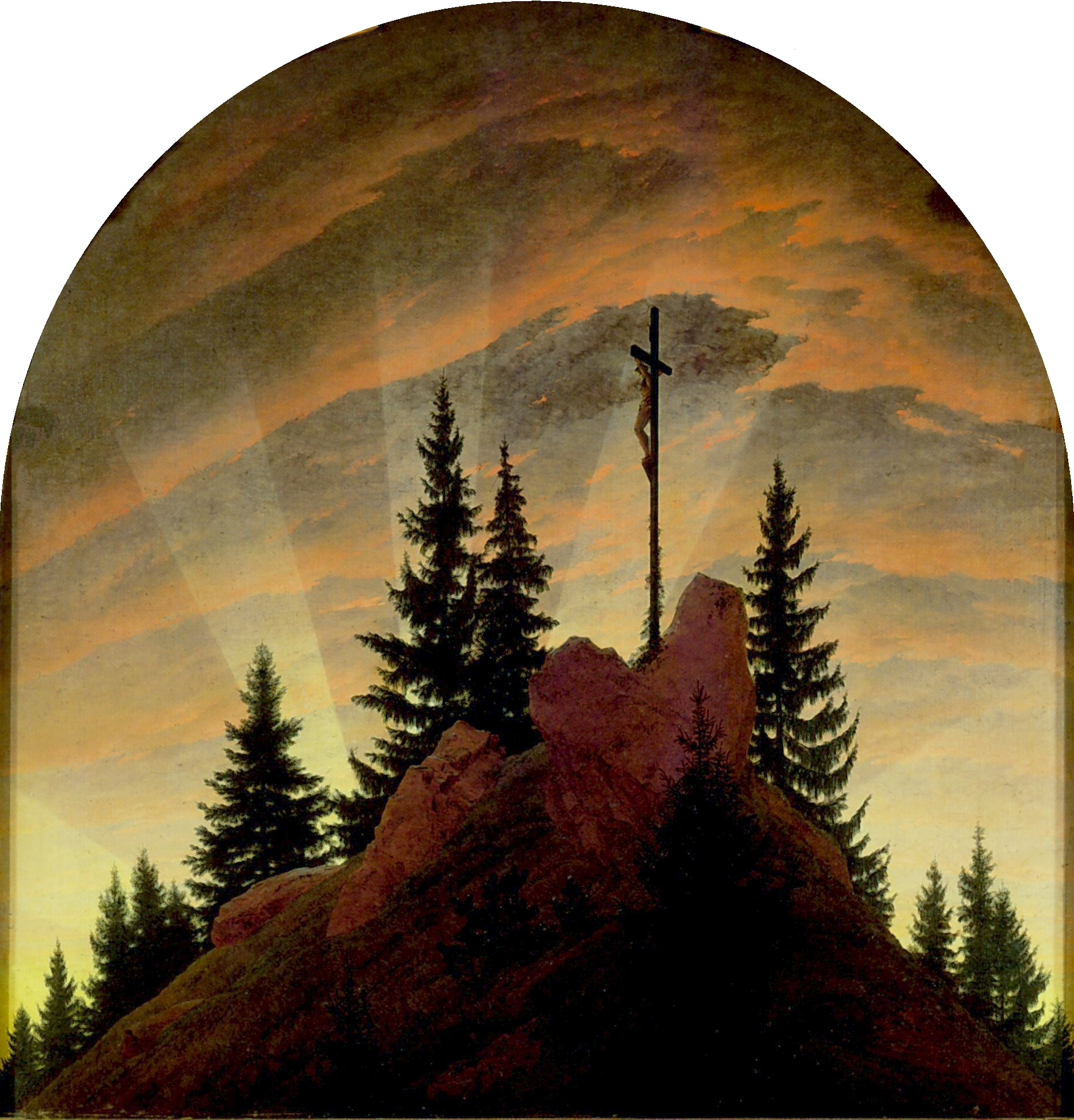
A cruz na Montanha, 1807. Gemäldegalerie.

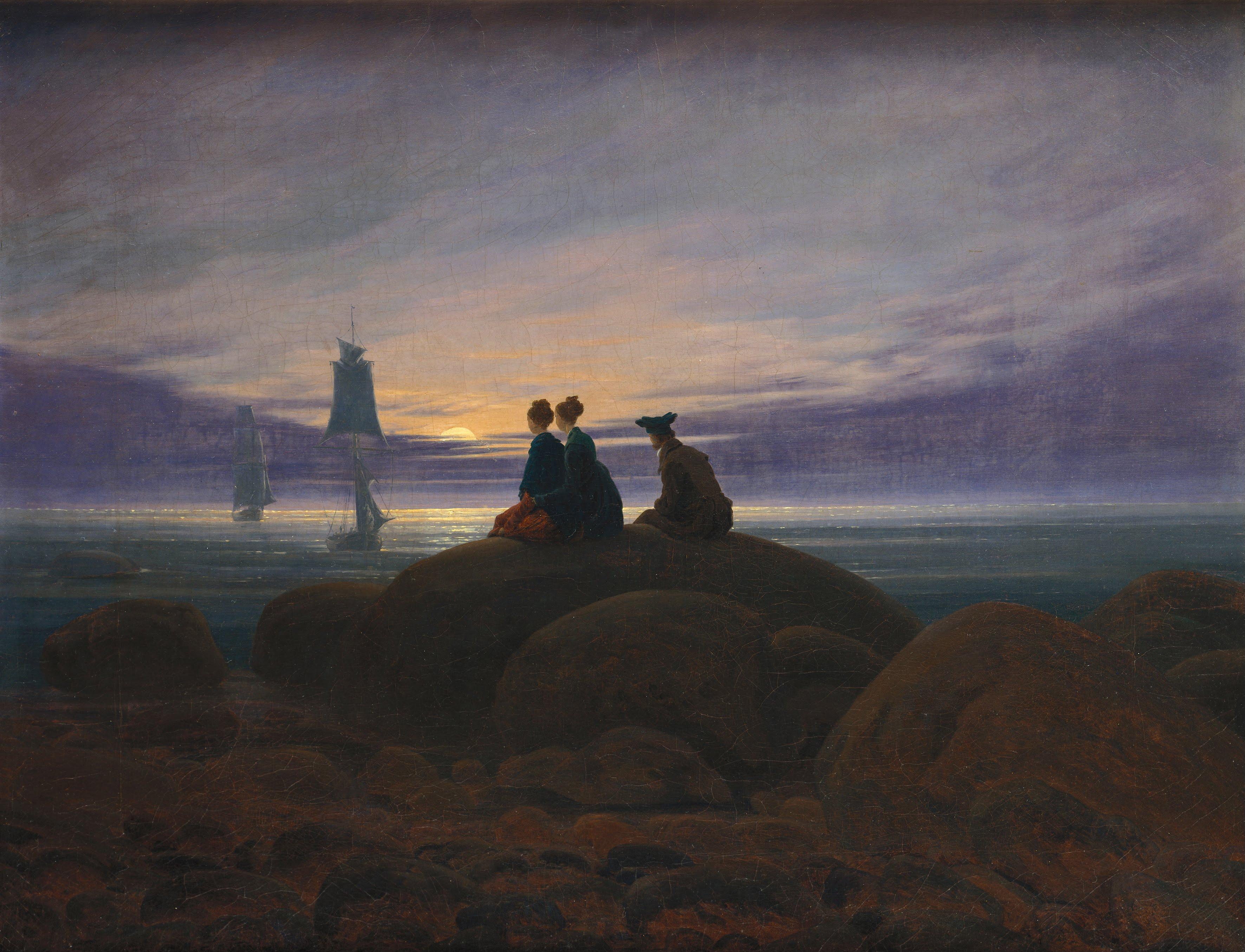
Nascer da lua sobre o mar, 1822. Nationalgalerie

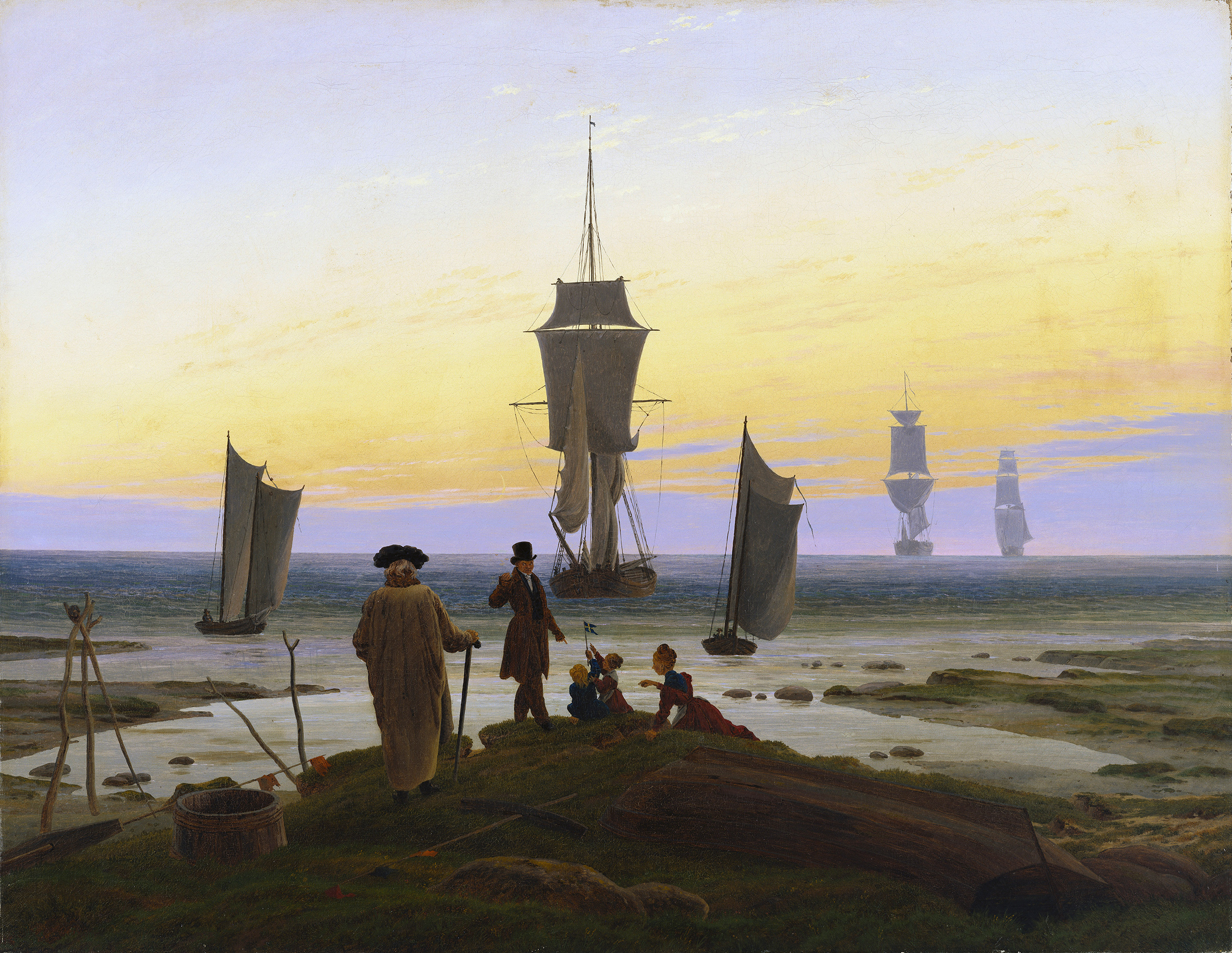
As fases da vida, c. 1835. Museum der Bildenden Künste

Trabalhava inicialmente com aquarelas e desenhos, depois começou a estudar a gravura em metal. Em 1808, depois de fazer um curso de pintura a óleo, foi incumbido pelos condes de Thun e Honestein de uma de suas obras mais importantes, A Cruz na Montanha, que recebeu críticas não muito alentadoras, especialmente de Basilius von Ramdohr, pela ousadia do artista em relacionar a paisagem com o sentimento religioso, embora tenha sido sua primeira obra a ter grande repercussão. 
Os seus amigos saíram em sua defesa, e o pintor escreveu um folheto explicando sua interpretação da pintura, onde os raios do sol representavam a luz de Deus Pai e o fato do sol estar no ocaso diz que o tempo em que Deus se revelava diretamente aos homens havia passado. Foi a única vez em que o autor deixou tal tipo de documento sobre sua própria criação.
Cinco anos depois a coroa da Prússia adquiriu duas de suas pinturas, Monge à Beira-mar e Abadia no Carvalhal, e ele foi eleito para a Academia de Berlim. Visitando novamente as montanhas em busca de novos panoramas e inspiração, em seu retorno se tornou membro também da Academia de Dresden, em 1816 o que lhe garantiu uma pensão anual, e passou a trabalhar num atelier em conjunto com Dahl.

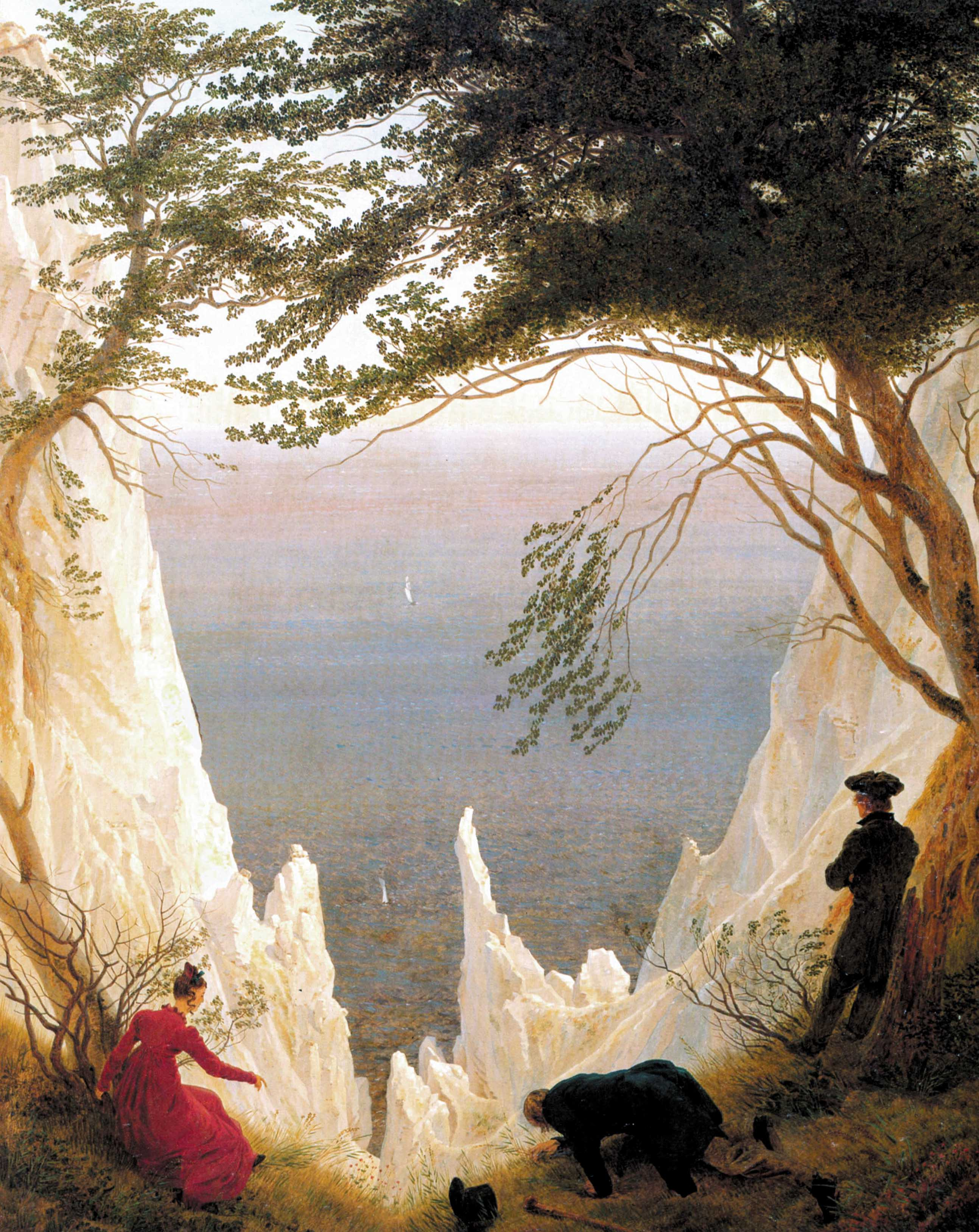
Os penhascos de Rügen, c. 1818. Museum Oskar Reinhart am Stadtgarten.

Casou com Caroline Bommer em 1818, que era bem mais jovem, e com ela teve três filhos. Embora o casamento não tenha mudado sua personalidade, suas obras ganham em leveza, ampliam suas dimensões e a figura feminina começa a aparecer com destaque. Os Penhascos de Rügen, pintado após sua lua-de-mel, é um bom exemplo deste desenvolvimento.
Nesta época encontrou patronos no então Grão-Duque Nikolai Pavlovich e no poeta e tutor do príncipe herdeiro da Rússia, Alexandre Nikolaevich, que o conheceu em 1821, comprou diversos de seus trabalhos e foi um apoio até os últimos dias de vida do pintor, e conseguiu para ele outros clientes da realeza. 
Em junho de 1835 sofreu um derrame, que o deixou parcialmente paralítico. Conseguiu se recuperar um pouco depois de uma temporada de cura em Teplitz, mas sua habilidade de pintar foi consideravelmente prejudicada, passando a preferir a aquarela e a sépia, em trabalhos onde abundam os símbolos da morte. Por volta de 1838 já estava completamente incapacitado, e sua situação financeira se tornou precária. Suas obras começavam a sair de moda e teve de contar com o apoio de amigos para sobreviver. Morreu em 1840, quase esquecido pelo mundo da arte. Carl Gustav Carus retratou sua morte na pintura intitulada Túmulo de Caspar David Friedrich. 
Sua personalidade era imprevisível, passando da profunda melancolia à viva jocosidade. Quando adulto ganhou fama de taciturno, mas os que tinham acesso à sua intimidade, como o escritor Gotthilf Heinrich von Schubert, dizem que sua reserva e austeridade eram apenas uma das facetas do artista, e que ele tinha um talento incomum para chistes e outras brincadeiras, desde que estivesse em um círculo de pessoas que o deixassem à vontade. Foi amigo de Goethe, de Johanna Schopenhauer, mãe do filósofo Arthur Schopenhauer, de escritor Heinrich von Kleist, do pintor Philipp Otto Runge, do escultor Christian Gottlieb Kühn e do médico, filósofo e pintor Carl Gustav Carus.

## Sua obra
Caspar David Friedrich nasceu em um período em que a sociedade da Europa estava se movendo de uma forte inclinação materialista para um sentimento de desilusão, onde novos impulsos espirituais começavam a se fazer sentir. Essa mudança encontrou expressão em uma reapreciação do mundo natural, visto com uma criação divina pura, em contraste com a artificiosidade da civilização construída pelo homem..

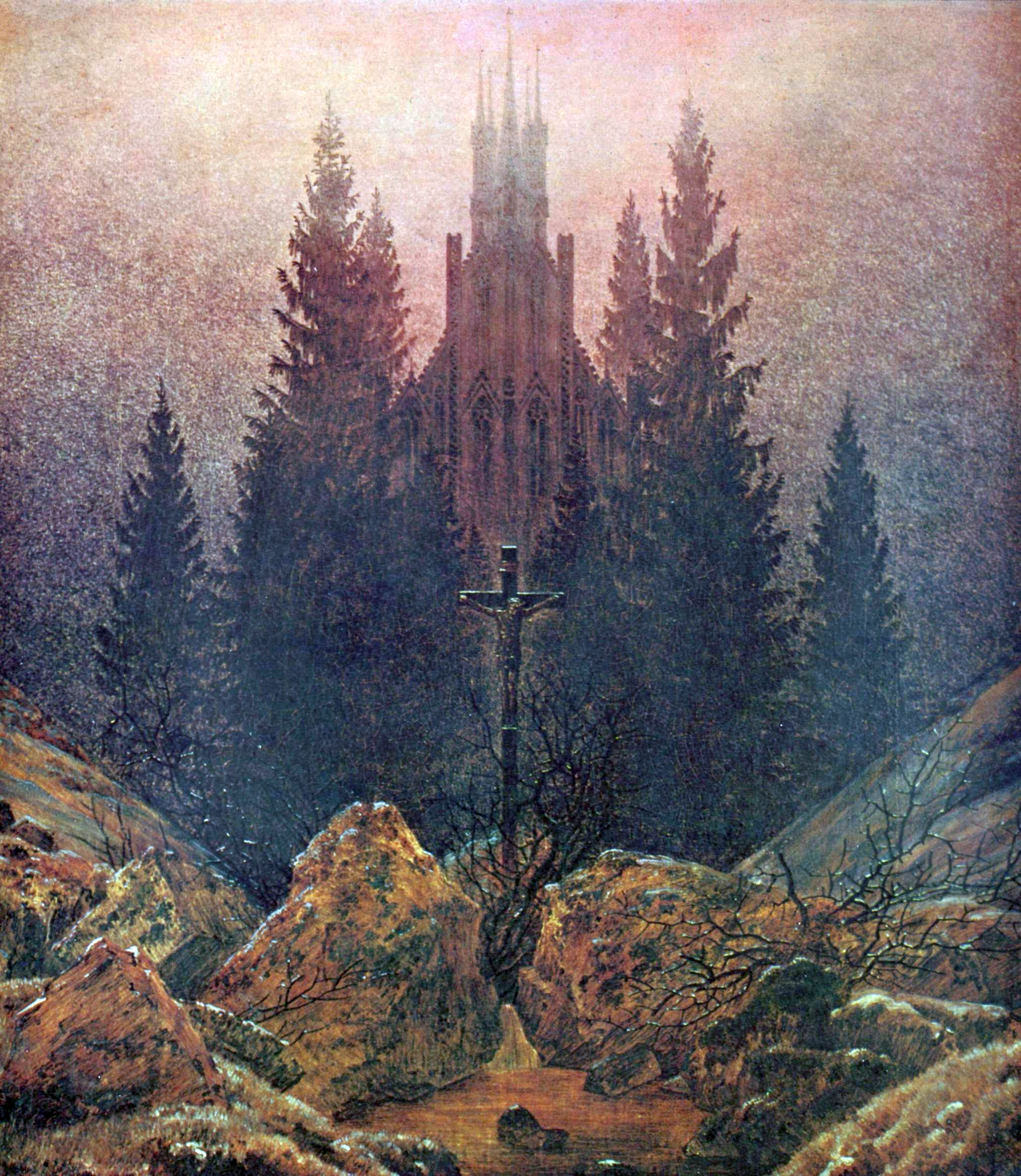
Cruz e catedral na montanha, 1812. Kunstmuseum

Quando iniciou seu trabalho profissional preferia a pintura em aquarela, passando às telas a óleo em data incerta, possivelmente quando já tinha cerca de trinta anos. Seu tema preferido era a paisagem, e ele fez diversas viagens ao interior e ao litoral do Báltico em busca de inspiração. Suas obras muitas vezes possuem uma atmosfera nostálgica, com brumas, árvores secas, e dramáticos efeitos de luz, onde ele foi um mestre, especialmente em sua fase madura, e onde foi um inovador. Fazia muitos e minuciosos apontamentos em desenho para seus quadros, que são quase tão meticulosos quanto os estudos. O pintor Dahl disse que os artistas e conhecedores viam em Friedrich apenas um místico, porque estavam apenas procurando um místico, mas não percebiam as qualidades de estudo fiel e consciencioso da Natureza, espelhado em toda a sua produção. 

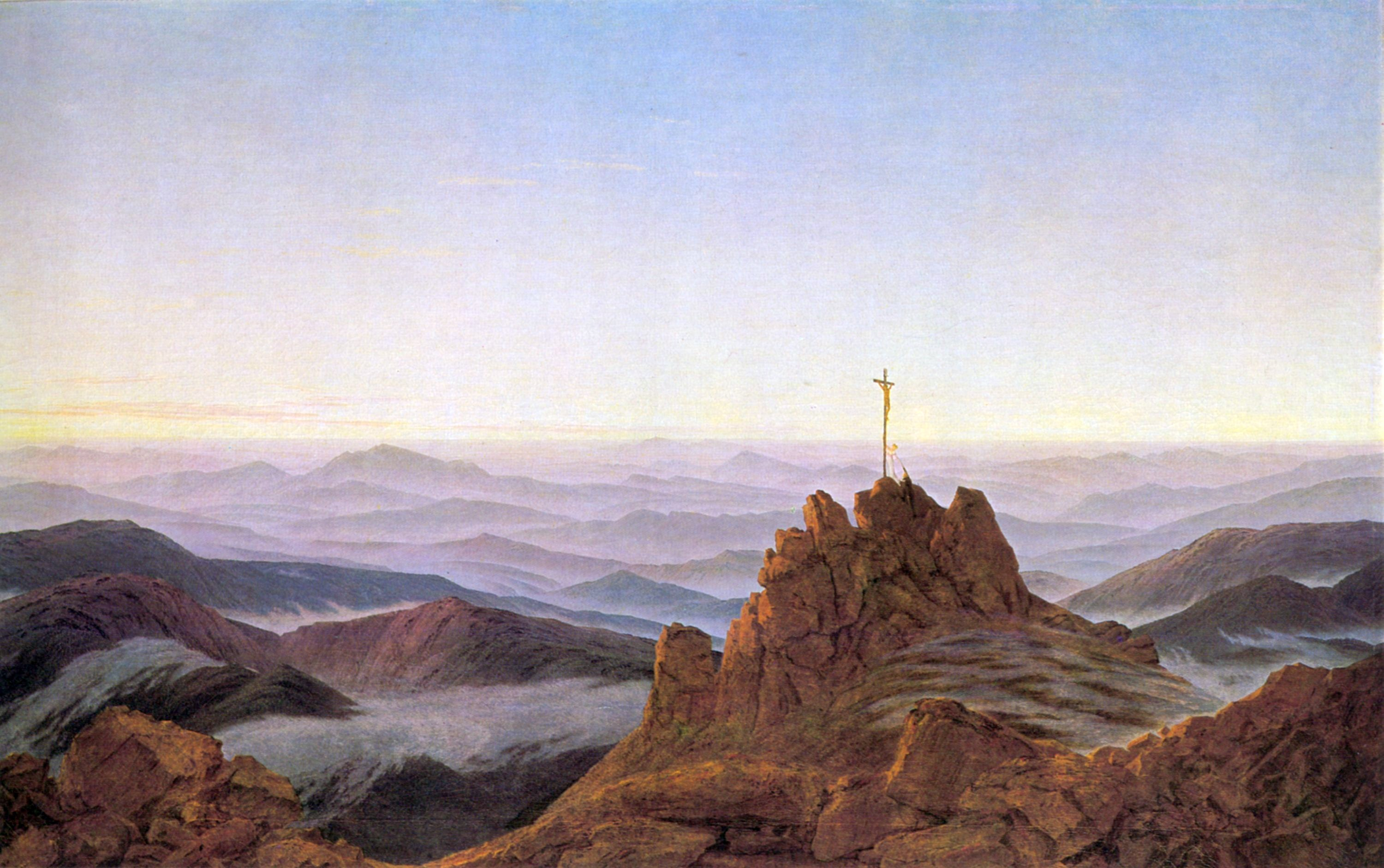
Manhã sobre a montanha, 1810-11. Schloss Charlottenburg

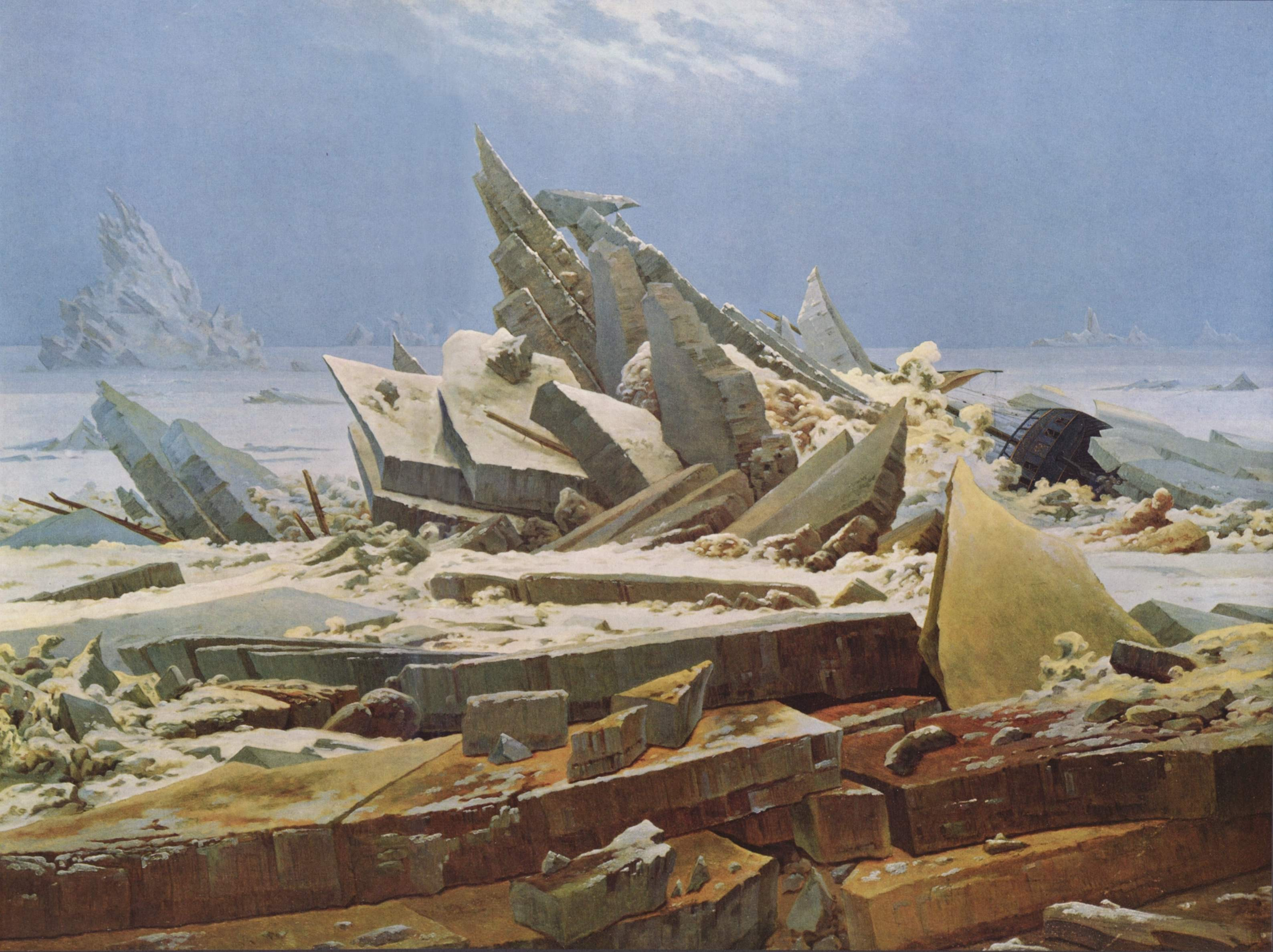
O mar de gelo, 1823-1824. Kunsthalle

Uma das características mais originais de sua obra é o uso da paisagem para evocação de sentimentos religiosos, e daí sua fama de místico. Buscava não apenas apreender, de uma forma pretensamente “objetiva” a natureza, como faziam os neoclássicos, mas construir uma narrativa pictórica que “poetizava” a natureza, fazendo da sua inspiração uma ponte para uma reunião sublime entre o observador solitário e o ambiente externo. Em suas palavras, "o artista devia não só pintar aquilo que vê diante de si, mas também o que vê dentro de si". São freqüentes em suas telas os céus grandiosos, as tempestades, as ruínas e as cruzes, testemunhas da presença de Deus. Símbolos da morte também não são raros, como o barco que se afasta da praia, motivo tirado do mito de Caronte, ou a árvore seca, outra referência pagã. Equilibrando o sentimento de abandono e desespero estão em outros momentos os símbolos da Redenção, como a cruz contra um céu claro que promete a vida eterna, a âncora na praia que alude à esperança, ou a lua crescente que sugere o renascimento e uma progressiva aproximação a Cristo.
À medida que os anos passam o pessimismo parece ganhar terreno, refletido em obras mais sombrias e de uma monumentalidade opressiva. São típicas desta fase O mar de gelo e O naufrágio do Esperança, que justamente por seu tom medonho não foram bem recebidas. A partir de 1830 se tornou quase um recluso, desdenhando as críticas e pintado apenas para seus amigos. O escultor David d'Angers, que o visitou nesta época e ficou impressionado com suas obras, disse que ele foi o criador de um novo gênero de pintura, conseguindo transmitir o sentimento de tragédia apenas através da paisagem. Friedrich Escreveu uma coleção de aforismos sobre estética, onde deixou clara sua abordagem da Natureza. Neles, dizia:
"Fecha teu olho corpóreo para que possas antes ver tua pintura com o olho do espírito. Então traz para a luz do dia o que viste na escuridão, para que a obra possa repercutir nos outros de fora para dentro".
Seu patriotismo é refletido na constante alusão a temas do folclore germânico, e foi influenciado pela poesia anti-Napoleônica de Ernst Moritz Arndt e Theodor Körner, e pela literatura de Adam Müller e Kleist, este sendo um dos primeiros românticos a escrever sobre a obra de Friedrich. A morte de três de seus amigos nas batalhas contra a França e o drama de Kleist Die Hermannsschlacht o inspiraram a tentar transmitir também conteúdos políticos através da paisagem, coisa inédita na história da arte. Assim nasceu As tumbas dos antigos heróis, com a representação do túmulo de Arminius, um capitão germânico símbolo do nacionalismo, e mais quatro túmulos de heróis caídos, junto com duas pequenas figuras de soldados franceses. Outra nesta temática é A floresta com o Dragão francês e o corvo, onde a diminuta figura do soldado francês se perde em meio a uma densa floresta, num prenúncio da derrota francesa. Friedrich deixou também algumas esculturas, onde o tema da morte é dominante.

## Legado
Embora fosse um pintor renomado durante sua vida, Friedrich não foi uma unanimidade de crítica, e sua originalidade e temas não eram sempre compreendidos. Caiu de moda ainda antes de morrer, e suas pinturas contemplativas não acompanharam o impulso de modernização da Alemanha em meados do século XIX, sendo consideradas então relíquias de uma era finda. Sua redescoberta começou em 1906, com uma exposição em Berlim de 32 trabalhos em pintura e escultura. Na década de 1920 suas criações encontraram receptividade entre os simbolistas e expressionistas, e anos mais tarde entre os surrealistas e existencialistas. Na década de 1970 exposições em Hamburgo e Londres o alçaram a um reconhecimento geral. Hoje ele é tido como um dos ícones de Romantismo alemão, com uma obra de importância internacional, e um dos melhores paisagistas de todos os tempos.

## Obras

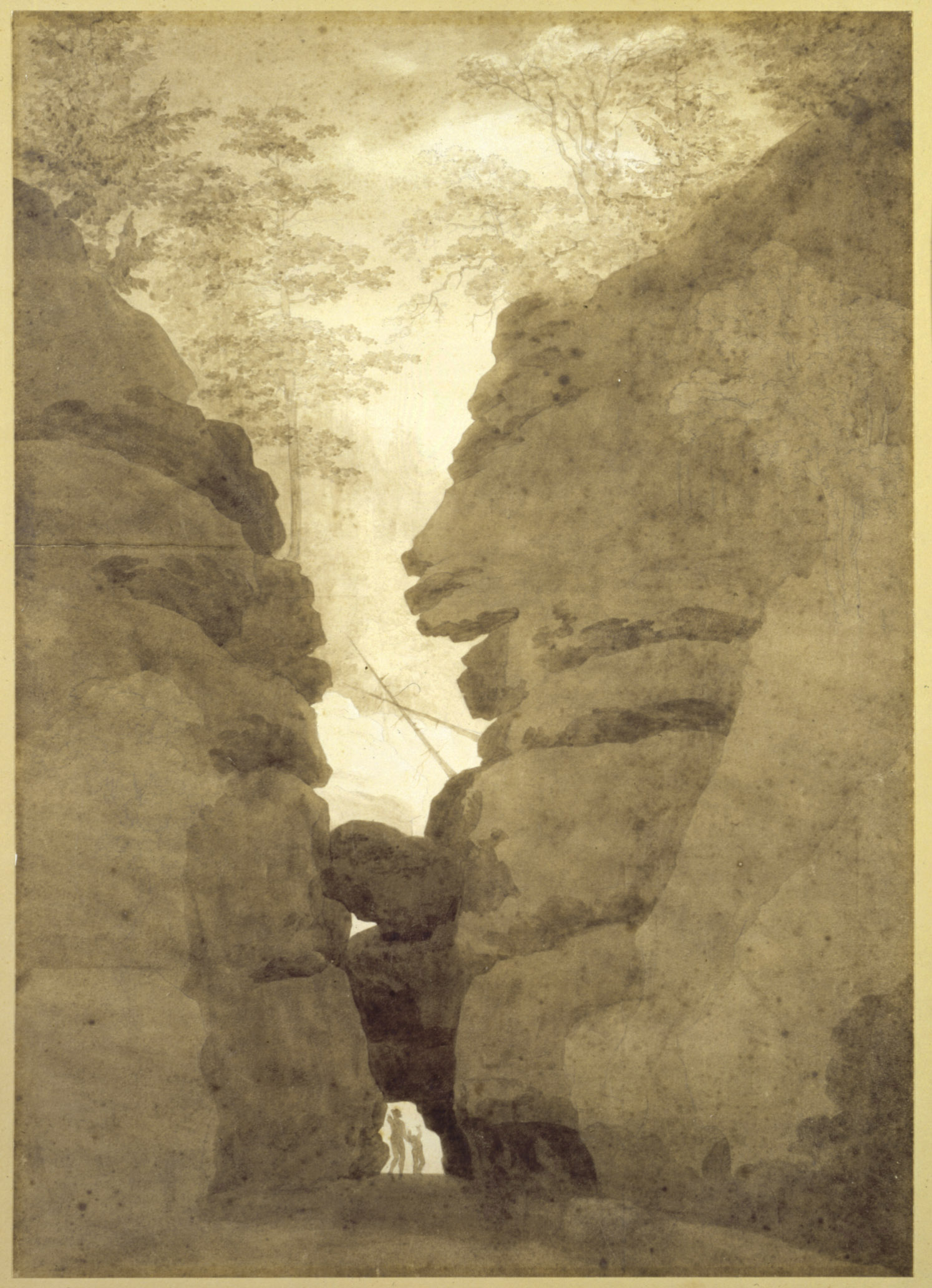
Arco de pedra em Uttewalder Grund, 1801.
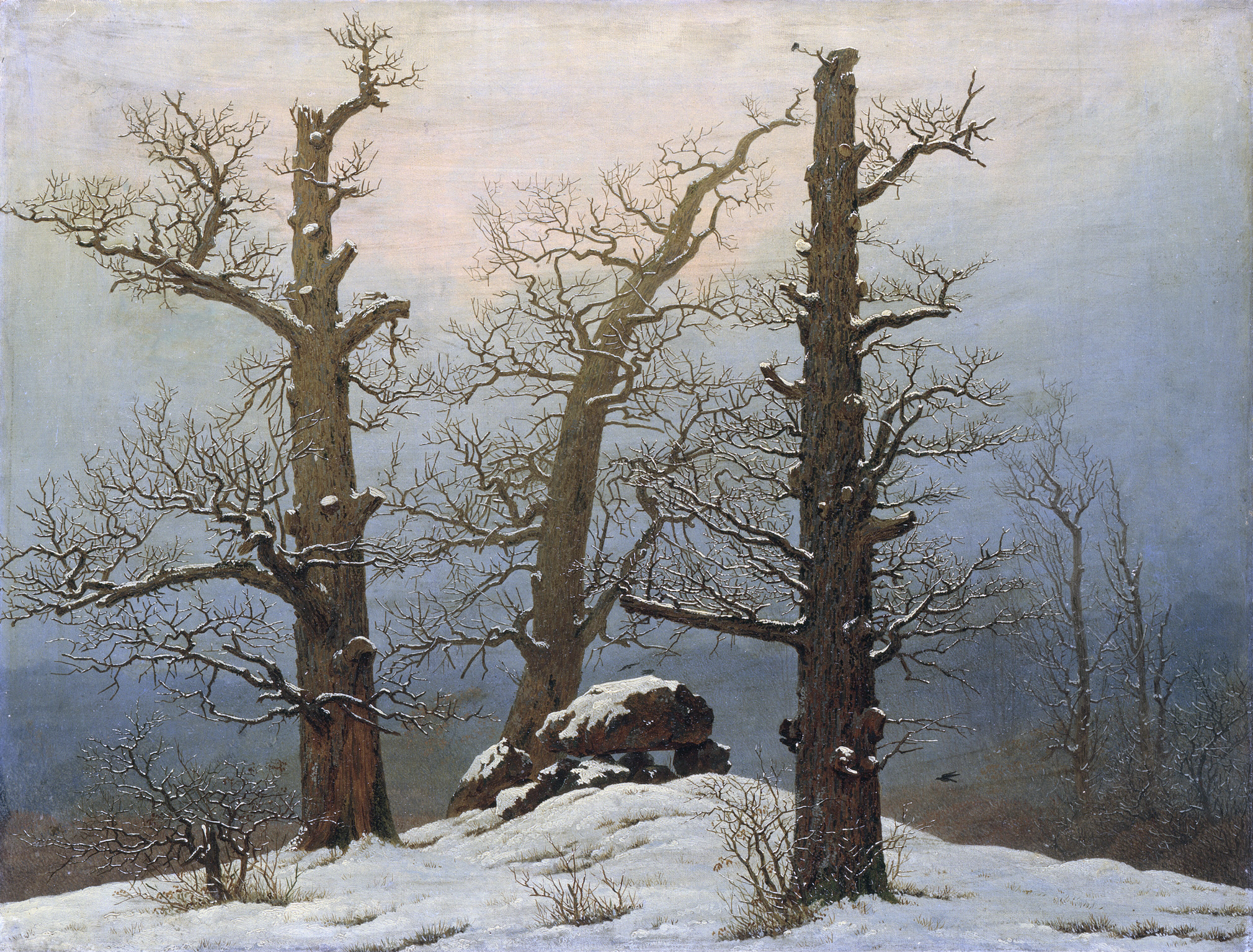
Túmulo sob a neve, 1807. Gemäldegalerie
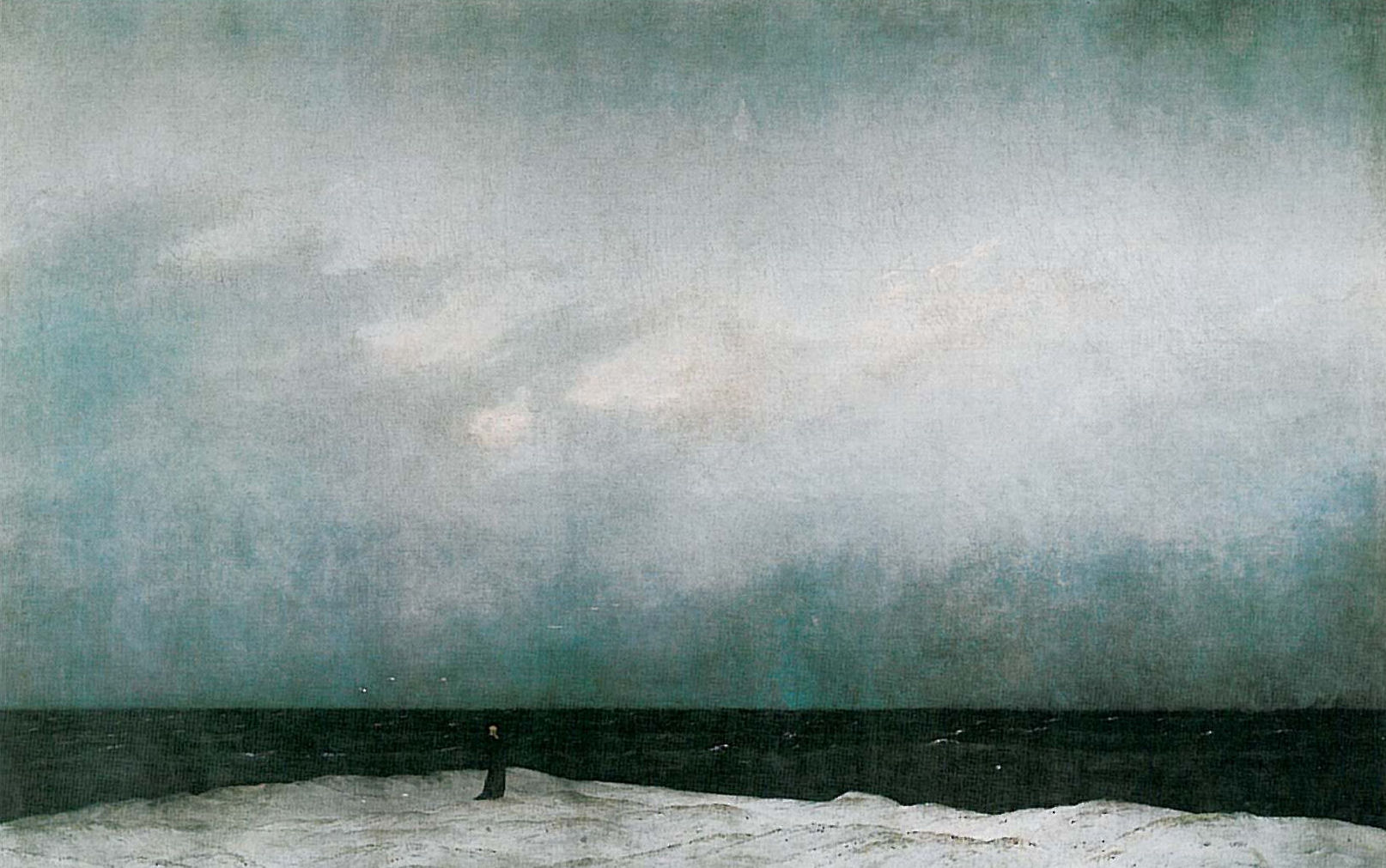
O monge à beira-mar, 1808-10. Schloss Charlottenburg
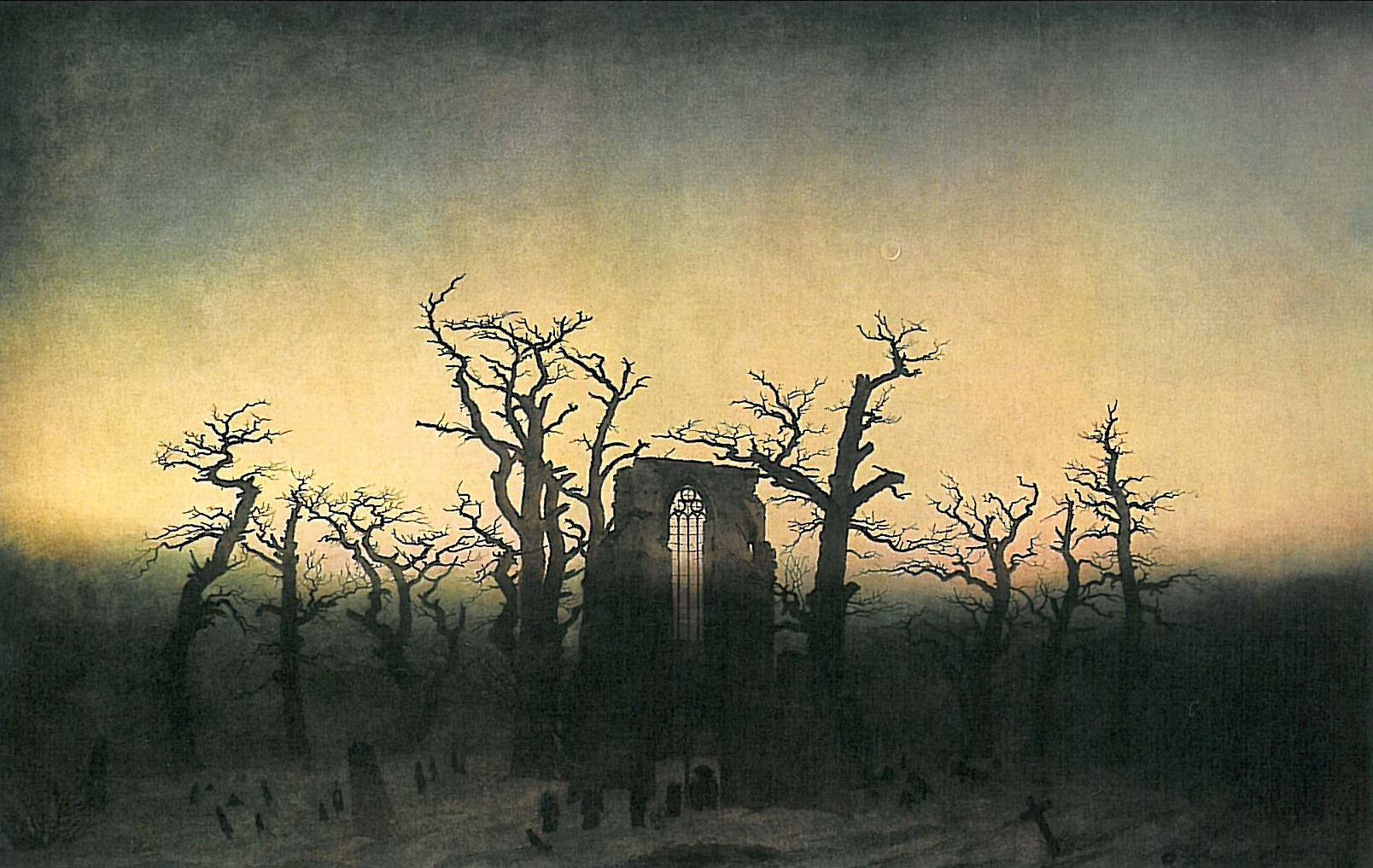
Abadia no carvalhal, 1810. Museus Nacionais - Berlim
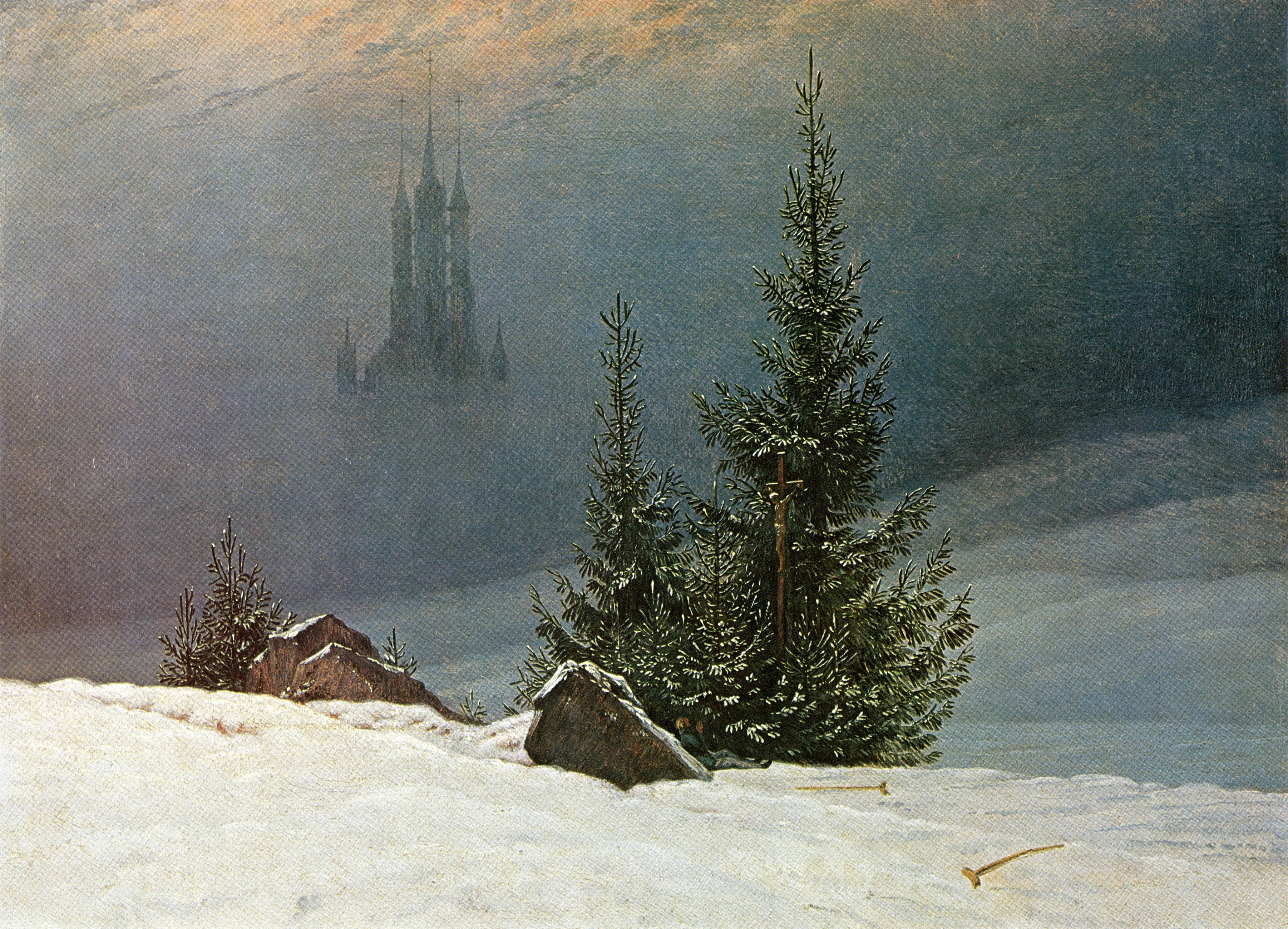
Paisagem de inverno com igreja, 1811. Museum für Kunst- und Kulturgeschichte
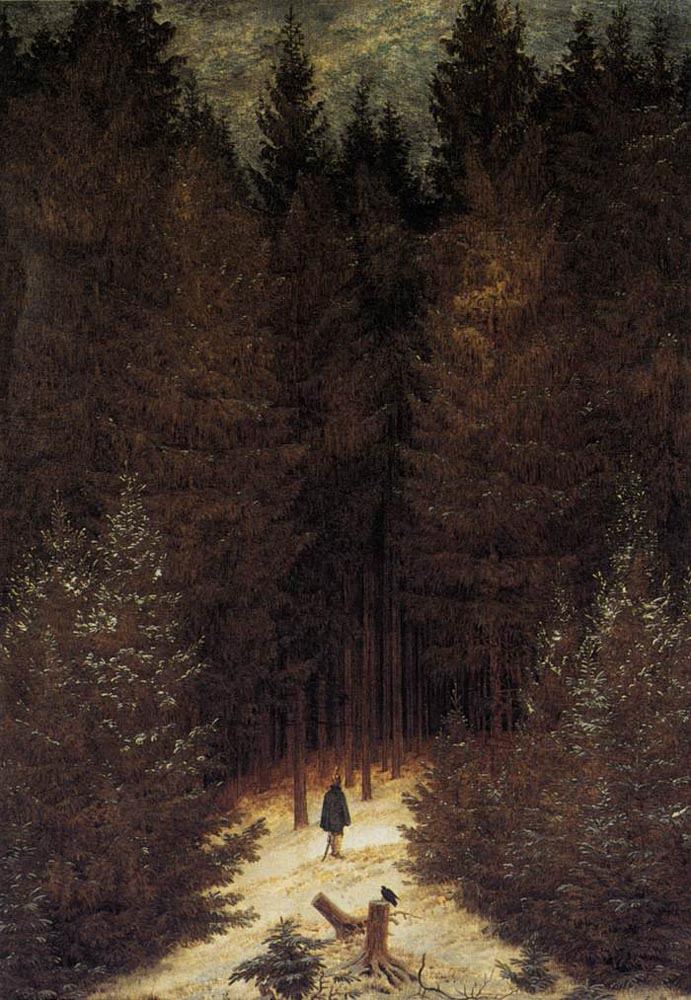
O caçador na floresta, 1814.
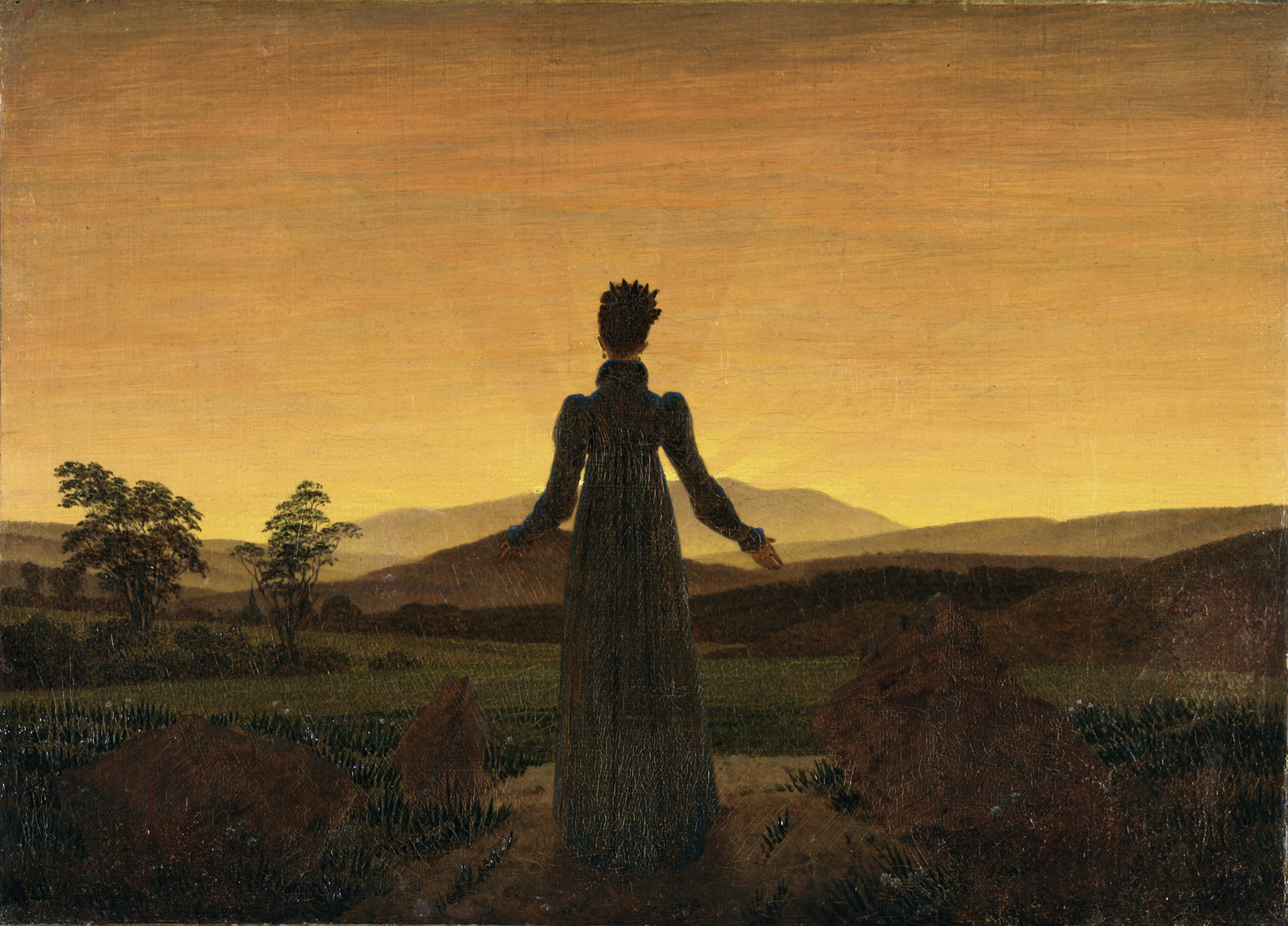
Mulher diante da aurora, c. 1818. Museu Folkwang
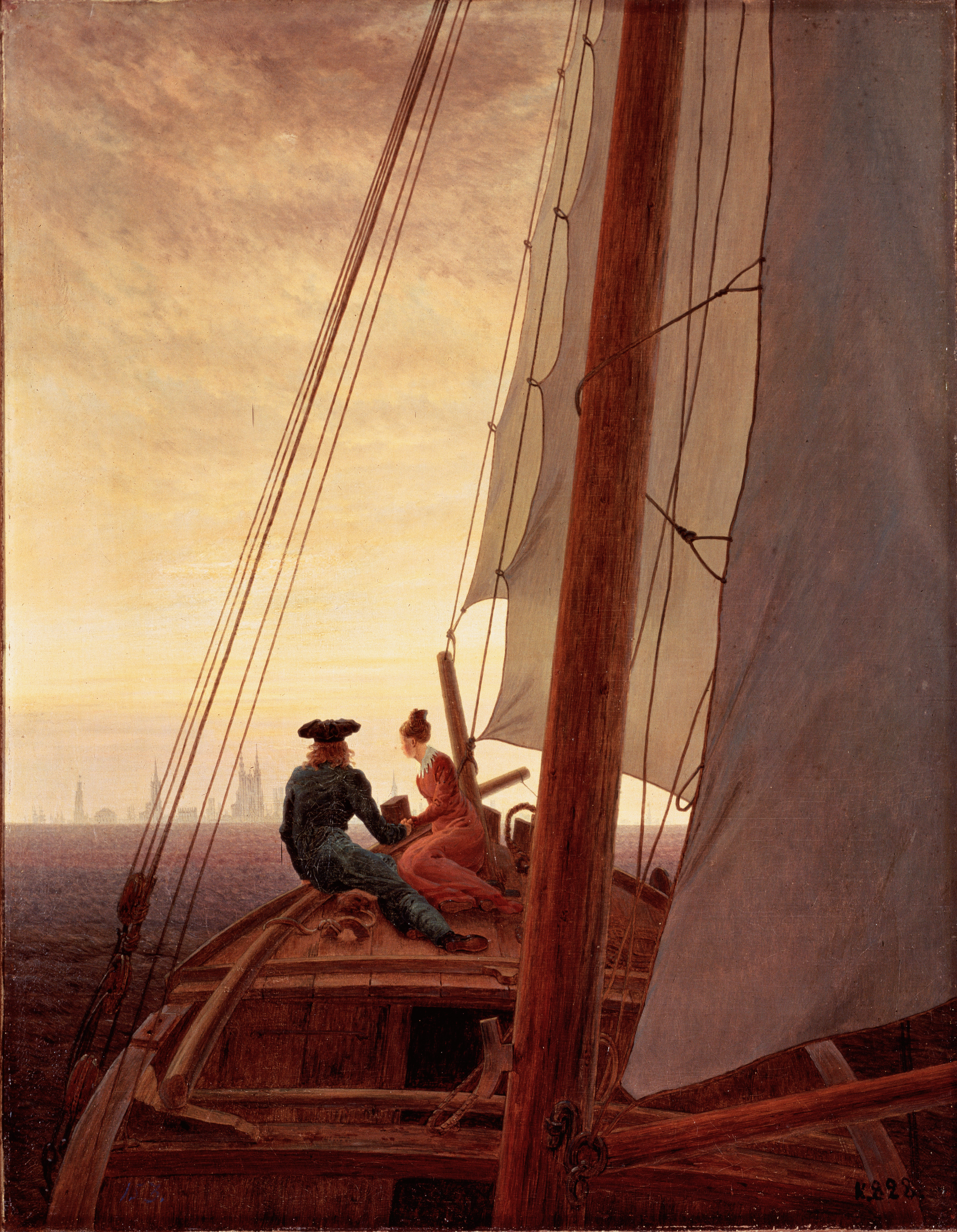
Navegando, 1818-19
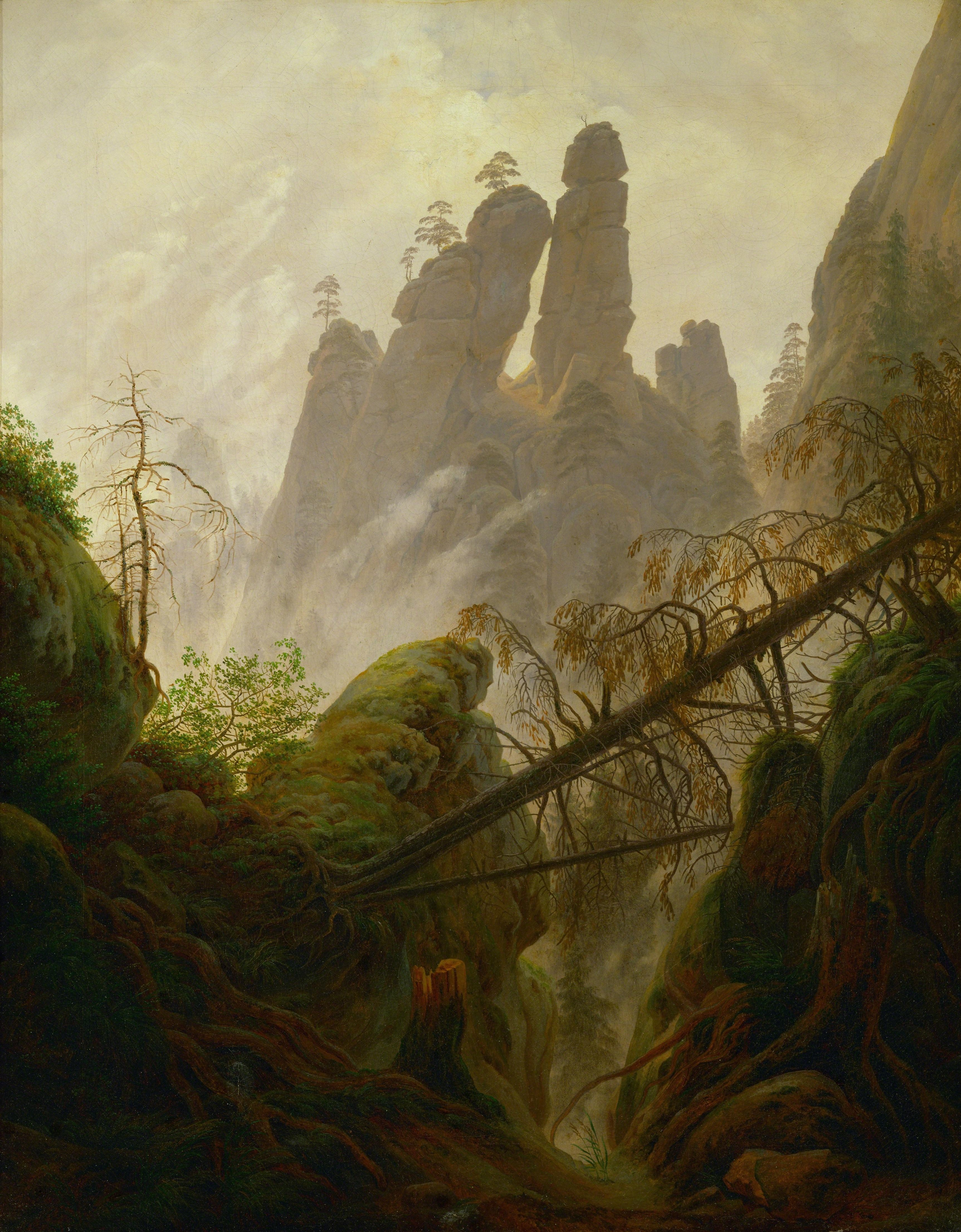
Paisagem de montanha, 1822.
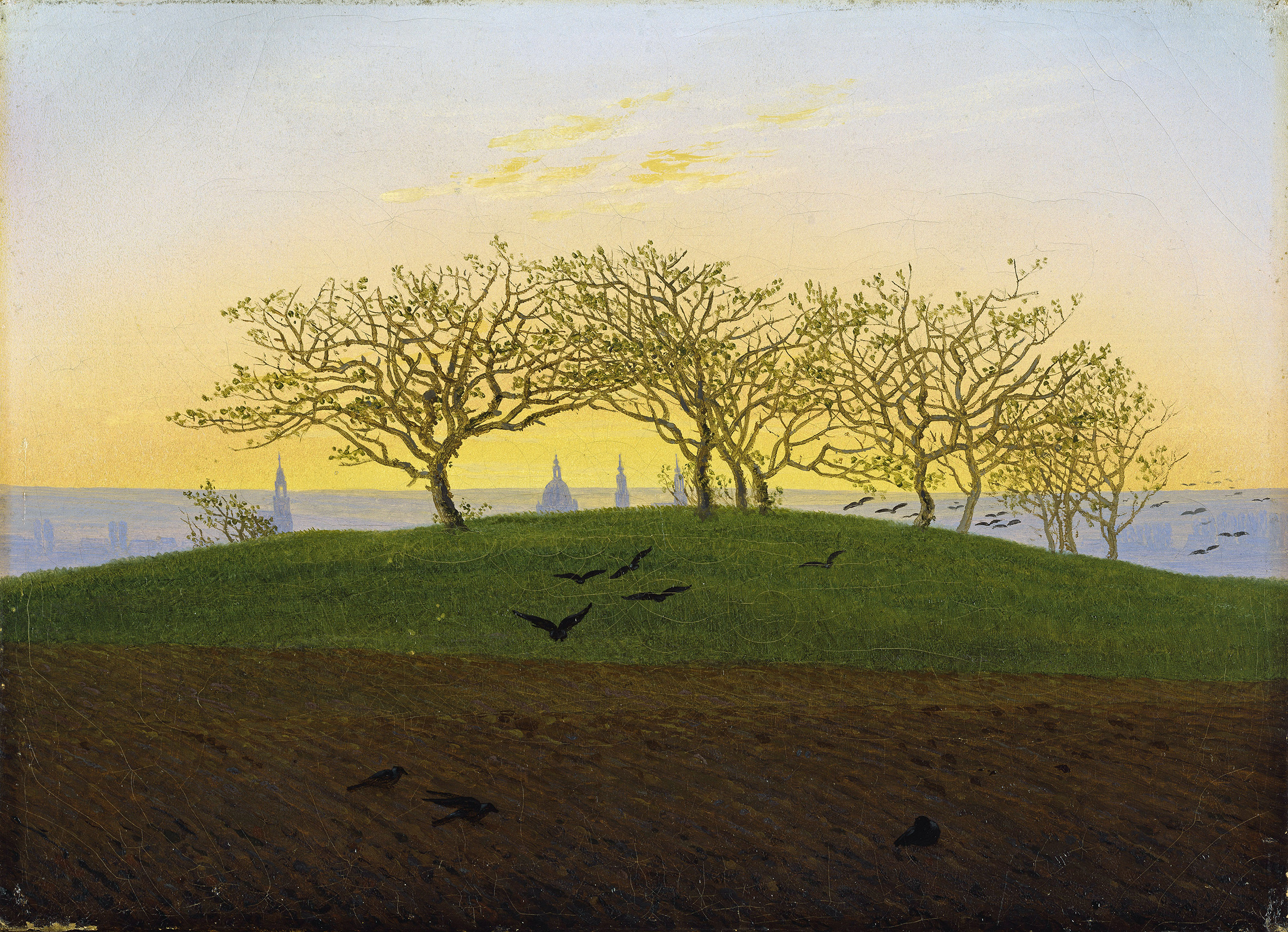
Colina e campo lavrado perto de Dresden, 1824.
Der Watzmann (O Watzmann), c. 1824-1825. Alte Nationalgalerie
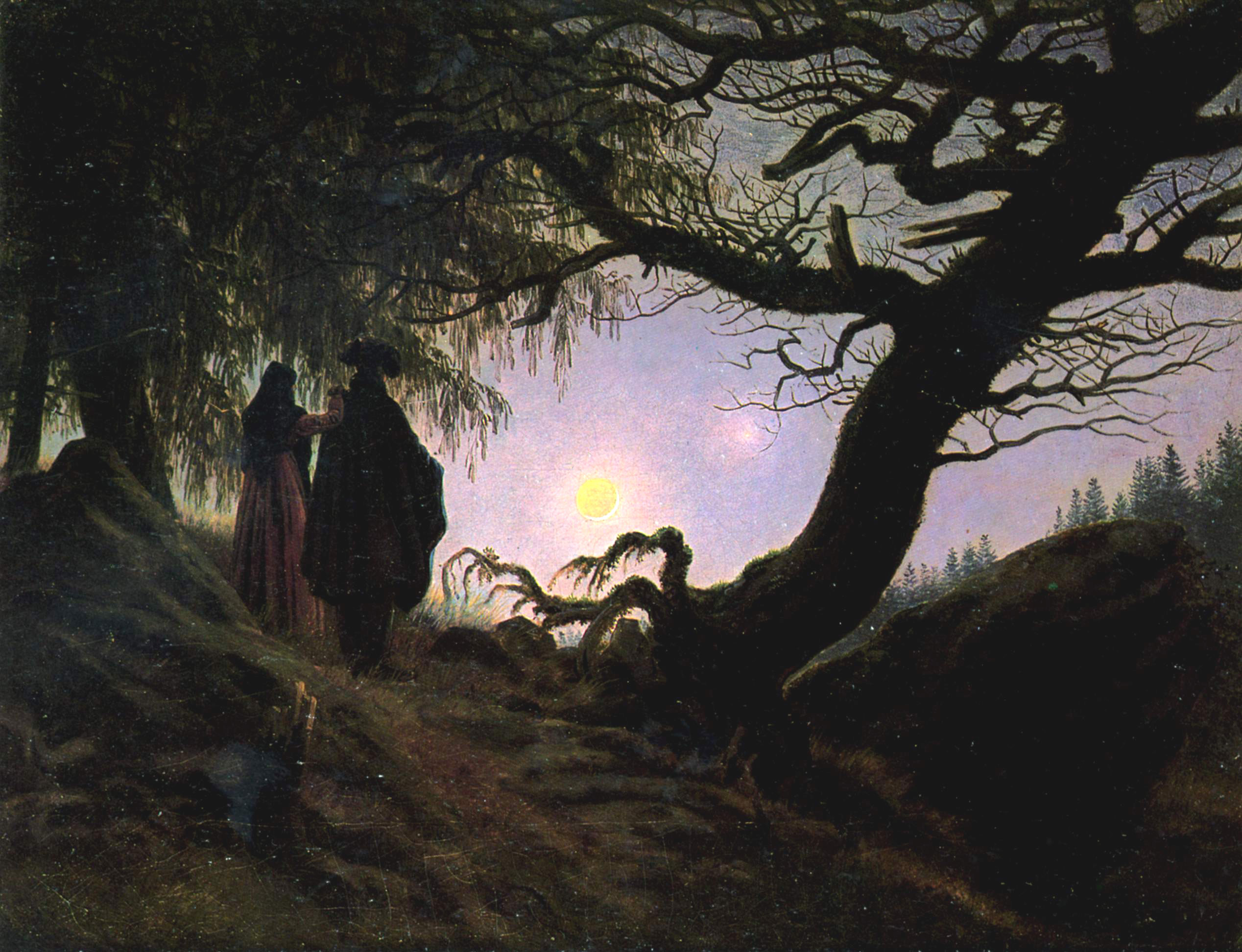
Casal contemplando a lua, 1830-35. Alte Nationalgalerie